# Капелин, Борис Петрович
Борис Петрович Капе́лин (1907 — ?) — конструктор корабельных бортовых РЛС управления, лауреат Сталинской премии.

## Биография
Родился 15 (28 апреля) 1907 года в Тамбове. Окончил ЛЭТИ (1932).
В 1926 — 1941 годы работал на заводе имени Кулакова (Ленинград): конструктор, старший конструктор, зам. начальника НТУ, главный конструктор. В 1942 — 1952 годы — главный конструктор, начальник ОКБ завода № 703 (Москва, позже назывался Государственный Московский Завод (ГМЗ) «Салют»).
В 1952—1973 годы в НИИ-10 («Альтаир»): зам. главного инженера и одновременно с 1956 года начальник отдела № 2 (комплексный, также разрабатывал радиотехническую часть бортовой аппаратуры и контрольную аппаратуру), с 1962 года зам. начальника конструкторского отдела.
Специалист в области конструирования корабельных бортовых РЛС управления.

## Признание
- Сталинская премия третьей степени (1952) — за разработку новой аппаратуры.
- орден Ленина
- орден Красной Звезды (март 1939)
- две медали